# OpenSCAD
OpenSCAD je svobodný software určený k vytváření 3D modelů (CAD). Na rozdíl od jiných programů podobného zaměření se v něm modely nevytvářejí pomocí myši a grafických palet, ale textovým popisem pomocí speciálního procedurálního programovacího jazyka. Tento jazyk umožňuje popsat jednoduché grafické objekty ve 2D i 3D a pomocí různých transformačních funkcí z nich vytvářet složitější objekty.